# Zona subalpina de las Montañas Rocosas

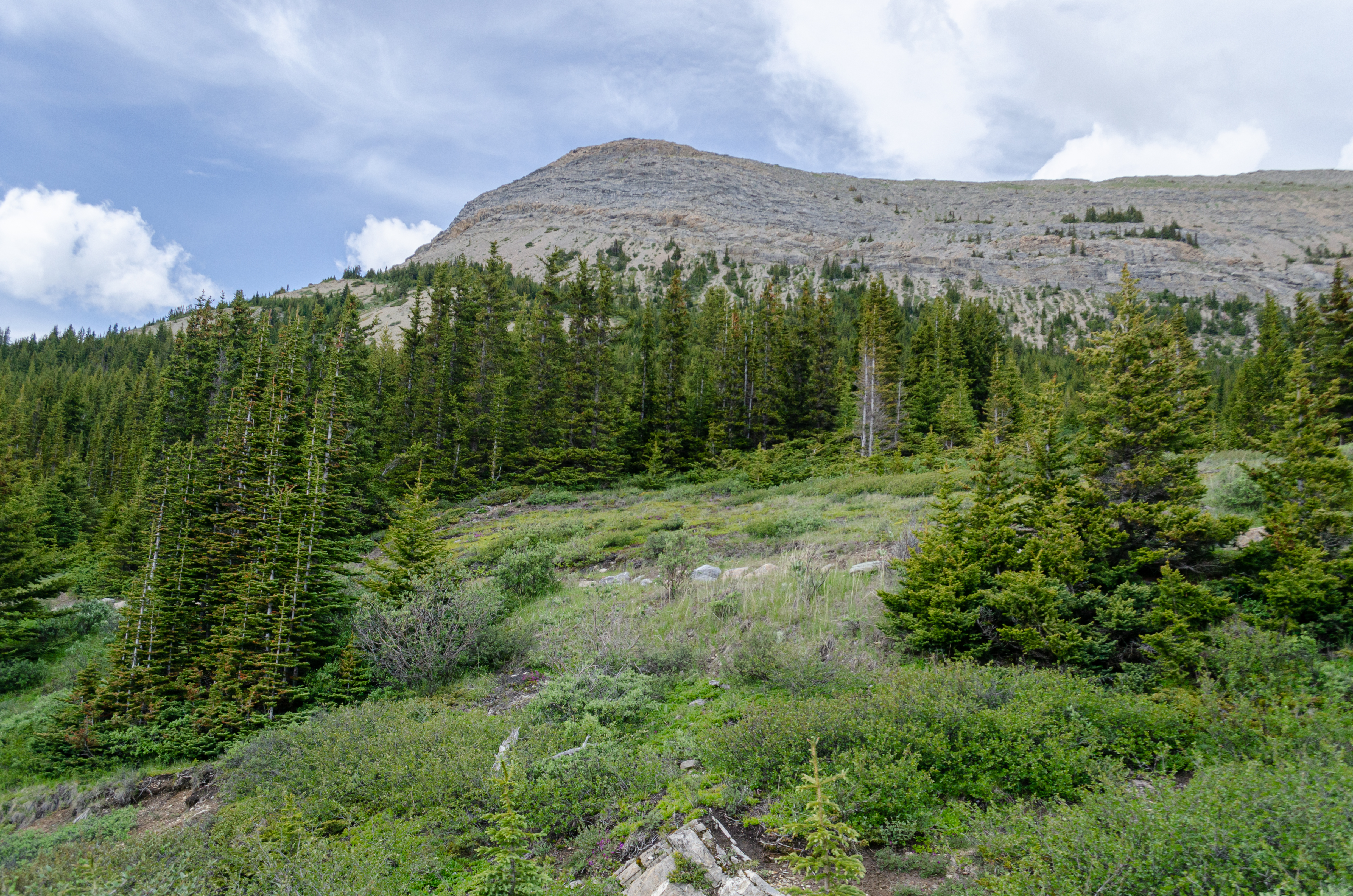
Bosque de abetos en las Montañas Rocosas canadienses

La zona subalpina de las Montañas Rocosas es la zona biótica que está inmediatamente debajo de la línea de árboles que hay en las Montañas Rocosas de América del Norte. En el norte de Nuevo México, que está al sur de los Estados Unidos, la zona subalpina ocupa elevaciones de aproximadamente 9000 a 12 000 pies (2700 a 3700 m); en cambio en el norte de Alberta, que está en Canadá, la zona subalpina está entre 1350 a 2300 metros (4400 a 7500 pies) de altura.

## Climatizado
El clima de la zona subalpina de las Montañas Rocosas nunca es cálido, con máximas de verano que alcanzan los 75 °F (23,9 °C) en los días más cálidos cerca de la zona montañosa, y comúnmente no alcanzan los 60 °F (15,6 °C) cerca de la línea de árboles; Las heladas pueden ocurrir en cualquier día del año. Aunque las bajas temperaturas de invierno pueden ser más cálidas que las de los valles bajos cercanos, por lo general se mantienen por encima de −10 °F (−23,3 °C), prodigiosas nieves cubren aun así la región hasta bien entrada la primavera. Algunas derivas pueden incluso persistir hasta el verano. Las precipitaciones por convección, típicamente tormentas eléctricas, a menudo se forman rápidamente y con frecuencia incluyen granos de hielo o granizo . Aunque es poco común, los vientos con fuerza de huracán pueden desarrollarse y causar una destrucción masiva, como el Routt Divide Blowdown.

## Flora y fauna

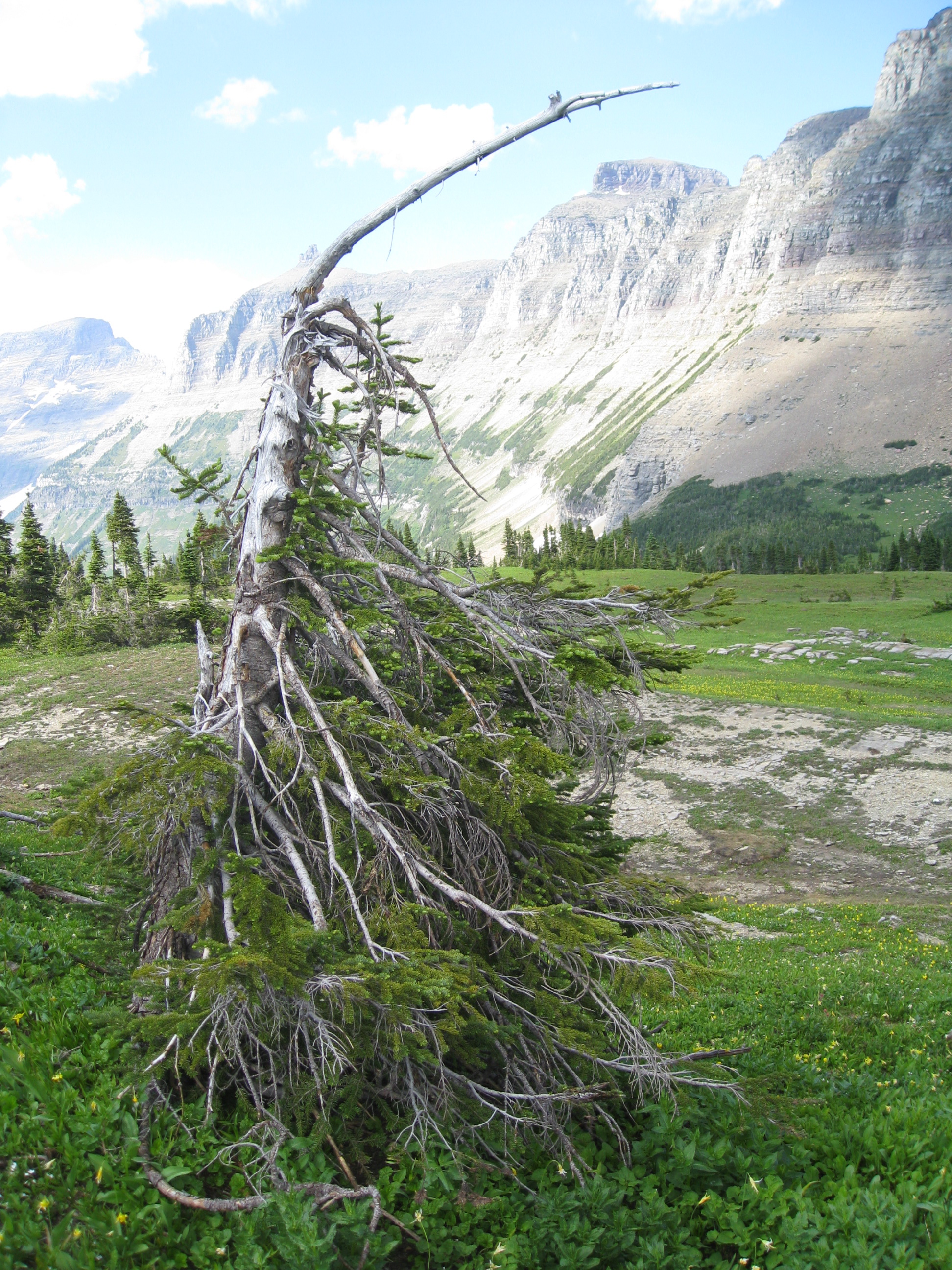
Un abeto subalpino cerca de la línea de árboles en el Parque nacional de los Glaciares, torcido hacia una forma inusual

En las Montañas Rocosas de América del Norte, la región se caracteriza por una concentración de abetos subalpinos y piceas de Engelmann y, en general, la exclusión de árboles que se encuentran de forma más común en elevaciones más bajas, como el álamo temblón, el pino ponderosa y el pino torcido. En otras áreas, el abeto de Engelmann y el abeto subalpino se mezclan o dan paso a otros pinos, como el pino ágil, el pino de corteza blanca y el pino bristlecone, además de otros abetos como el abeto de Douglas y el abeto plateado, y varios enebros y otras especies resistentes. Las áreas previamente quemadas pueden contener cantidades variables, o incluso rodales casi puros, de pino torcido. La cobertura del suelo en un área forestal previamente quemada a menudo incluye dos especies de arándanos.
En las laderas secas y expuestas en las elevaciones altas, los bosques subalpinos de pino blanco reemplazan a los bosques de piceas y abetos. Las especies comunes de los bosques de pino blanco incluyen el pino de corteza blanca en el norte de las Montañas Rocosas, el pino ágil en el centro y el centro-norte de las Montañas Rocosas y el pino bristlecone en el sur de las Montañas Rocosas. Los intervalos típicos entre incendios oscilan entre 50 y 300 años. Los pinos blancos toleran condiciones ambientales extremas y pueden ser importantes especies sucesionales después de un incendio. En áreas altas, azotadas por el viento, los árboles a menudo crecen hasta formar formas grotescas.
El pino de corteza blanca es una especie clave en los bosques subalpinos superiores del norte de las Montañas Rocosas. Sin embargo, el pino de corteza blanca ha estado en declive debido a la roya de la ampolla del pino blanco: la mortalidad del pino de corteza blanca en algunas áreas supera por ello el 90%. De esa manera las vistas de bosques enteros, como la de Avalanche Ridge, cerca de la puerta este del Parque Nacional de Yellowstone, son ahora extensiones de cortezas blancas muertas y grises.
Debido a los duros inviernos y una relativa escasez de fuentes de alimentos, el subalpino alberga especies de animales nativos limitados. Mientras que los osos y el puma visitan el subalpino, el lince, la liebre americana, la marta americana y varias ardillas se encuentran entre los pocos mamíferos nativos importantes. Algunas aves, como el carbonero montañés y el arrendajo de Steller, se ven y se escuchan normalmente en las regiones subalpinas de las Montañas Rocosas, con otras como búhos, trepatroncos y ciertos pinzones con menos frecuencia.